# Rana volkerjane
Rana volkerjane là một loài ếch trong họ Ranidae. Chúng là loài đặc hữu của Tây Papua, Indonesia. Các môi trường sống tự nhiên của chúng là các khu rừng ẩm ướt đất thấp nhiệt đới hoặc cận nhiệt đới, sông, và kênh đào và mương rãnh.
Rainer Günther named the species after his son Volker and daughter-in-law Jane.

## Hình ảnh

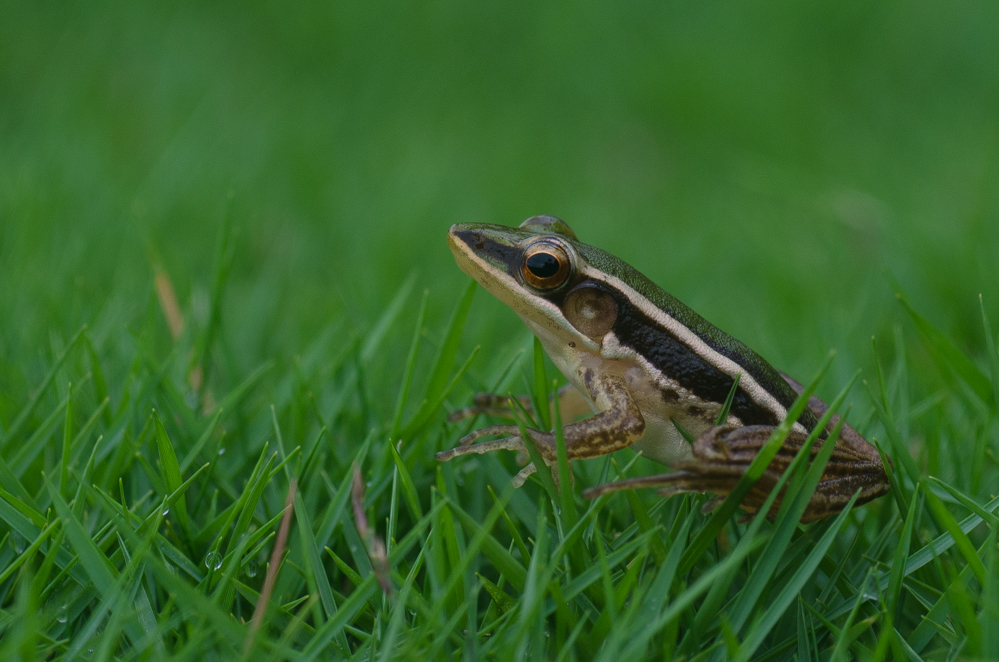